# San Martino al Tagliamento
San Martino al Tagliamento är en ort och kommun i regionen Friuli-Venezia Giulia i Italien och tillhörde tidigare även provinsen Pordenone som upphörde 2017. Kommunen hade 1 444 invånare (2018).